# Taractrocerini
De Taractrocerini zijn een geslachtengroep van vlinders in de familie dikkopjes (Hesperiidae). De hier gegeven samenstelling van deze tribus volgt Warren et al. (2009).

## Geslachten
- Taractrocera Butler, 1870
- Arrhenes Mabille, 1904
- Banta Evans, 1949
- Cephrenes Waterhouse & Lyell, 1914
- Kobrona Evans, 1935
- Mimene Joicey & Talbot, 1917
- Ocybadistes Heron, 1894
- Oriens Evans, 1932
- Pastria Evans, 1949
- Potanthus Scudder, 1872
- Sabera Swinhoe, 1908
- Suniana Evans, 1934
- Telicota Moore, 1881